# Cheqāmeleh
Cheqāmeleh (persiska: چقامله, Cheghā Meleh) är en ort i Iran.   Den ligger i provinsen Khuzestan, i den centrala delen av landet, 500 km sydväst om huvudstaden Teheran. Cheqāmeleh ligger 80 meter över havet och antalet invånare är 497.
Terrängen runt Cheqāmeleh är platt.Runt Cheqāmeleh är det ganska tätbefolkat, med 80 invånare per kvadratkilometer. Närmaste större samhälle är Gotvand, 5,4 km nordost om Cheqāmeleh. Trakten runt Cheqāmeleh består till största delen av jordbruksmark.